# Албанія на літніх Олімпійських іграх 2000
Албанія на літніх Олімпійських іграх 2000 року, які проходили в австралівському місті Сідней, була представлена 4 спортсменами (2 чоловіками і 2 жінками) у 3 видах спорту — легка атлетика, стрільба і важка атлетика. Прапороносцем на церемонії відкриття Олімпійських ігор був важкоатлет Ілірджан Сулі.
Албанія вчетверте взяла участь у літніх Олімпійських іграх. Албанські спортсмени не завоювали жодної медалі.

## Важка атлетика
| Спортсмен     | Дисципліна | Ривок (kg) | Поштовх (кг) | Разом (кг) | Місце |
| ------------- | ---------- | ---------- | ------------ | ---------- | ----- |
| Ілірджан Сулі | до 77 кг   | 162.5      | 192.5        | 355        | 5     |

## Легка атлетика
| Спортсмен     | Дисципліна      | Гіт       | Гіт   | 2-раунд    | 2-раунд    | Півфінал   | Півфінал   | Фінал      | Фінал      |
| Спортсмен     | Дисципліна      | Результат | Місце | Результат  | Місце      | Результат  | Місце      | Результат  | Місце      |
| ------------- | --------------- | --------- | ----- | ---------- | ---------- | ---------- | ---------- | ---------- | ---------- |
| Олтіон Лулі   | 100 м, чоловіки | 11.08     | 8     | не пройшов | не пройшов | не пройшов | не пройшов | не пройшов | не пройшов |
| Клодіана Шала | 400 м, жінки    | 56.41     | 7     | не пройшла | не пройшла | не пройшла | не пройшла | не пройшла | не пройшла |

## Стрільба
| Спортсмен  | Дисципліна                         | Кваліфікація | Кваліфікація | Фінал      | Фінал      |
| Спортсмен  | Дисципліна                         | Бали         | Місце        | Бали       | Місце      |
| ---------- | ---------------------------------- | ------------ | ------------ | ---------- | ---------- |
| Діана Мата | пневматичний пістолет, 10 м, жінки | 378          | 21           | не пройшла | не пройшла |
| Діана Мата | пістолет, 25 м, жінки              | 579          | 11           | не пройшла | не пройшла |